# Феодор Санаксарский

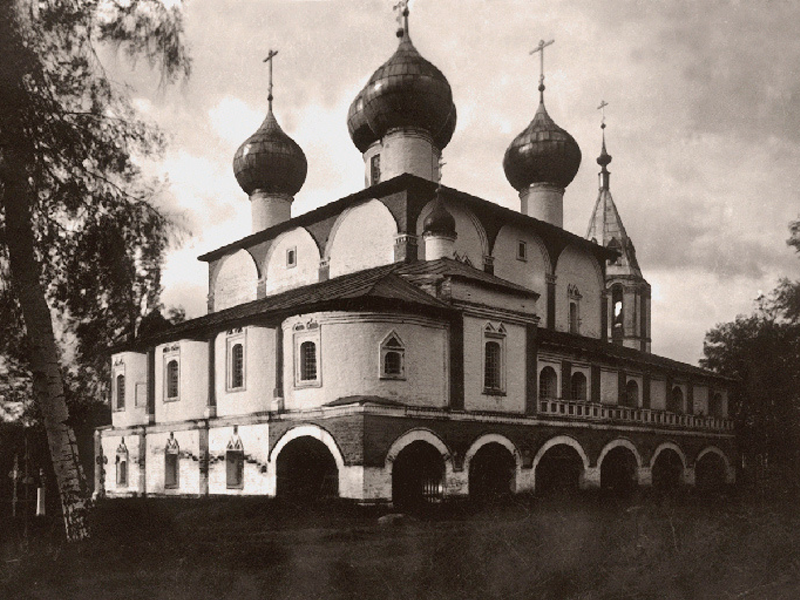
Собор Островской обители в Хопылево, где был крещён Иван Ушаков.

Фео́дор Санакса́рский (в миру Ива́н Игна́тьевич Ушако́в; 1718, село Бурнаково, Рыбинский уезд, Ярославская провинция — 19 февраля [2 марта] 1791) — иеромонах, преподобный Русской православной церкви. Дядя адмирала Ф. Ф. Ушакова.

## Биография
Родился близ села Бурнаково, между городами Романов (ныне Тутаев) и Рыбинск Ярославской губернии, в родовом имении Игнатия Васильевича (1670—1753) и Ирины Васильевны (ум. 1724) Ушаковых, и при крещении был наречён Иоанном.
Был пострижен в монахи в Александро-Невской обители 13 августа 1748 года. Постриг в присутствии императрицы Елизаветы Петровны совершил настоятель монастыря архиепископ Санкт-Петербургский и Шлиссельбургский Феодосий (Янковский), нарекший нового монаха именем Феодор, тезоименно великому князю смоленскому Феодору Ростиславовичу.
В 1757 году получил увольнение в Саровскую пустынь. 10 августа 1764 года стал начальником Санаксарской обители.
Погребён на северной стороне созданного им храма. На могиле преподобного была положена аспидного камня плита с надписью: «Здесь погребён 73-летний старец иеромонах Феодор, по фамилии Ушаков, возобновитель Санаксарского монастыря, который пострижен в Александро-Невской Лавре, продолжал монашеское житие 45 лет; со всеми видами истинного христианина и доброго монаха 19 февраля 1791 года скончался».

## Почитание
Прославлен 10—11 июля 1999 года в лике местночтимых святых Саранской епархии. Его мощи находятся в соборном храме Рождества Богородицы Санаксарского монастыря.
Прославлен для общецерковного почитания Архиерейским собором РПЦ в 2004 году. Память совершается: 19 февраля (4 марта) — в невисокосный год, 19 февраля (3 марта) — в високосный год  — преставление, 21 апреля (4 мая) — обретение мощей, 23 мая (5 июня) — Собор Ростовских святых.